# Poslednje ustoličenje
Poslednje ustoličenje je drama Franceta Brenka.

## Osebe
- Jurij Šater, herzog
- Jurij, Šaterjev sin
- Ciril, menih
- Ernest, knez in vojvoda
- Cimburga, njegova žena
- Henrik IV., grof goriški, koroški palatinski grof
- Ravbar, vitez
- Veronika, Ravbarjeva hči
- Sel salzburškega nadškofa
- Arnold, žid
- Sra, židinja
- Smrečnik, Lipnik, Jozi, drvarji
- Mojca, Jazijevo dekle
- Hanka, njena sestra
- Prosen, Zabernik, kmeta
- Oplaz, Žlebnik, rudarja
- Lovrenc, kamnosek
- Folti, kamnosekov sin
- Tomaž, fantič
- Rok, pastir
- Ljudstvo, godci, vojvodovo spremstvo

## Povzetek
Godi se spomladi leta 1414 pri knežjem kamnu na Koroškem.

### 1. del
Lovrenc čisti knežji kamen, ljudstvo se pripravlja no sprejem kneza, ki se bo dal ustoličiti po starem običaju. Nekateri upajo, da bo to jamstvo za uveljavljanje starih pravic, Rok pa je skeptičen: gospoda. je razuzdana, krivična, izkoriščevalska - sam zaupa le še črnemu menihu Cirilu, ki potuje med ljudmi, budi njihovo zavest in se skriva pred oblastmi; plemstvo go sovraži, posebej še grof Henrik in salzburški nadškof. Tudi drugi tožijo: davki so visoki, mladi bežijo z zemlje v mesta; celo Šaterjev sin je postal grajski vojak, zapustil Hanko in se zagledal v Veroniko, vitezovo hčer... Šater ljudem sporoči, da je Ciril napovedal zbor ponoči ob knežjem kamnu. Za njim pride knez s spremstvom: med potjo so jih napadli roparji, vojaki z Jurijem pa so jih pregnali, vsi slavijo Jurija kot junaka in rešitelja. Vendar se v pogovoru med Henrikom in Arnoldom izkaze, do je bil napad spletka, Henrik je hotel, da bi Jurija v boju ubili; ker se namen ni posrečil, ga bodo poročili z Veroniko, s tem pa ljudstvu vzeli njegovega voditelja, bodočega herzoga. Šater pozdravi vojvodo, vendar ta ne razume njegovega jezika, surovi Henrik pa z vojaki razžene množico. 

### 2. del
Kmetje se opolnoči zberejo pri knežjem kamnu. Ciril jim pove, zakaj se bo dol knez po več kot sto letih ustoličiti: ker bo potreboval kmete za vojsko zoper plemiče. Vendar morajo kmetje ostati na zemlji, ne bežati zdoma - če bodo močni in združeni, bodo lahko zahtevali svoje pravice, ne prosili zanje! Ko Šater doda, naj fantje ne lazijo za grajskimi deklami in gospodičnami, ki niti ne razumejo njihove govorice, se fantje uprejo: vsak naj živi po svoje, kakor mu bolje kaže! Nastane prepir, kmetje se razidejo, Ciril pa nesrečen premišljuje, da bo to najbrž zadnje ustoličenje; ker so med sabo razdvojeni, ne bo svobode.

### 3. del
Gospoda je na lovu, Ciril pove Juriju, zakaj ga hočejo poročiti z Veroniko, ki je vlačuga - če so sinovi sprti z očeti, je vsem lažje vladati. Jurij začne omahovati, Veronika se mu zagnusi. - Gospoda se zbere k prigrizku, kamor privedejo tudi Ravbarja, ki je obsojen, da mora dati hčer Juriju v zakon. Ernest ni preveč zadovoljen s spletkarskimi metodami goriškega grofa, tudi salzburška zahteva, naj ujame in jim izroči Cirila, mu ni pogodu; na ženino prigovarjanje se odloči, da bo pravičen in da ne bo sodeloval z grofom.

### 4. del
Ljudstvo se zbira ob knežjem kamnu, »svobodno, po svoji volji in v svojem jeziku« bo podelilo Ernestu vojvodsko oblast. Toda obred ustoličenja je farsa, saj Ernest ne razume Saterjeve govorice in brez Henrikove pomoči sploh ne bi znal izpolniti obreda. Ciril ve, da je bilo to ustoličene zadnje, da bo knežji kamen le se spomin. Vendar ne izgubi upanja: odšel bo med ljudi, le prej bo še dokončal, kar je začel: združil Jurija in Hanko.

### 5. del
Cirilove in Saterjeve besede so obrodile sad, Jurij in Hanka se pobotata in srečna skleneta, da se bosta poročila. Kmetje se zbirajo h grmadi in slavju. Ciril jih nagovori: zaupati morajo v Boga in v vojvodo, da se bo držal svoje prisege, le vzljubiti se morajo med seboj in biti složni, da bodo mogli terjati izpolnitev obljub. Tudi Sater mu pritegne, se toliko bolj, ker bo moral sina poročiti z Veroniko... Toda Jurij in Hanka povesta, da se bosta vzela, Veronika pa je izginila, pobegnila je s slom salzburškega nadškofa, Ljudstvo se veseli, tedaj pa množico obkolijo vojaki in Henrik zahteva izročitev Cirila. Kmetje se že pripravijo na boj, ko pride Ernest: obljubil je bil, da bo pravičen in pošten, ne bo preganjal človeka, ki ni storil nič hudega, pa tudi drugi grofov naklep je padel v vodo, Jurij bo vzel Hanko še nocoj. Izmodreni Jurij se zahvali Cirilu, ta pa mu položi na srce, da mora popraviti svojo napako; vse sile uporabiti za graditev sloge, dokler ne bomo spet svobodni. Nato se odpravi, da bi ta poziv ponesel vsem; nobenega trenutka ne sme izgubiti, sam je, pot pa je dolga...